# (11519) Adler
(11519) Adler (1991 GZ4) – planetoida z pasa głównego asteroid okrążająca Słońce w ciągu 3,71 lat w średniej odległości 2,39 j.a. Odkryta 8 kwietnia 1991 roku.